# Langeraar
Langeraar est un village de la commune néerlandaise de Nieuwkoop, dans la province de la Hollande-Méridionale. Le 1er janvier 2004, le village comptait 2 310 habitants.